# 頃侯 (衛)
頃侯（けいこう、紀元前?年 - 紀元前855年）は、衛の第8代君主。貞伯の子。伯爵から侯爵に昇格した。

## 生涯
貞伯の子として生まれる。
紀元前867年、父の貞伯が卒去したので頃伯（便宜上、頃伯とする）が立った。
ある時、頃伯は周の夷王に手厚い賄賂を贈ったため、伯爵から侯爵に昇格し、頃侯となった。
頃侯は即位12年（前855年）で卒去し、子の釐侯が立った。

## 参考資料
- 司馬遷『史記』（衛康叔世家第七）